# Râul Izvorul Crucii
Râul Izvorul Crucii este un curs de apă, afluent al râului Lala. 